# Parafia Narodzenia św. Jana Chrzciciela w Elblągu
Parafia Narodzenia Świętego Jana Chrzciciela w Elblągu – parafia greckokatolicka w Elblągu, w dekanacie elbląskim eparchii olsztyńsko-gdańskiej. Założona w 1959 roku. Mieści się przy ulicy R. Traugutta.